# McLaren MP4-20
O MP4-20 é o modelo da McLaren da temporada de 2005 da F1. Condutores: Kimi Räikkönen, Juan Pablo Montoya, Pedro de la Rosa e Alexander Wurz. 
Até o treino classificatório de sábado do GP da Hungria, a West patrocinava a McLaren, mas na prova de domingo não estava mais estampado como patrocinador principal devido à lei europeia que impede as escuderias de Fórmula 1 de exibir publicidade de empresas de cigarro. Sem o patrocinador principal que estampava desde a temporada de 1997, o time britânico passa a se chamar Team McLaren Mercedes. O MP4-20 contava com ótimo desempenho, estava muito mais adaptado ao perfil dos pneus Michelin principalmente com a nova regra da ausência de troca de pneus (ao contrário das concorrentes como Ferrari F2005 que utilizava pneus Bridgestone) . Sobretudo, apresentava ótimo ritmo de corrida comparado com o carro da francesa Renault na temporada, o que rendeu inúmeras vitórias a equipe de Woking. Foi o primeiro carro que Kimi Raikkonen teve para ter chance real de título de pilotos, entretanto, o carro tinha problemas de confiabilidade no motor o que contribuiu para abandonos do finlandês e abertura de dianteira de pontos da concorrente da equipe inglesa.

## Resultados[2]
(legenda) (em negrito indica pole position e itálico volta mais rápida)
| Ano  | Chassis | Motor                | Pneus | N° | Pilotos            | 1   | 2   | 3   | 4   | 5   | 6   | 7   | 8   | 9   | 10  | 11  | 12  | 13  | 14  | 15  | 16  | 17  | 18  | 19  | Pontos | Posição |  |
| ---- | ------- | -------------------- | ----- | -- | ------------------ | --- | --- | --- | --- | --- | --- | --- | --- | --- | --- | --- | --- | --- | --- | --- | --- | --- | --- | --- | ------ | ------- |  |
|      |         |                      |       |    |                    |     |     |     |     |     |     |     |     |     |     |     |     |     |     |     |     |     |     |     |        |         |  |
|      |         |                      |       |    |                    | AUS | MAL | BHR | SMR | ESP | MON | EUR | CAN | USA | FRA | GBR | GER | HUN | TUR | ITA | BEL | BRA | JPN | CHN |        |         |  |
| 2005 | MP4-20  | Mercedes FO 110R V10 | M     | 9  | Kimi Raikkonen     | 8   | 9   | 3   | Ret | 1   | 1   | 11† | 1   | DNS | 2   | 3   | Ret | 1   | 1   | 4   | 1   | 2   | 1   | 2   | 182    | 2º      |  |
| 2005 | MP4-20  | Mercedes FO 110R V10 | M     | 10 | Juan Pablo Montoya | 6   | 4   |     |     | 7   | 5   | 7   | DSQ | DNS | Ret | 1   | 2   | Ret | 3   | 1   | 14† | 1   | Ret | Ret | 182    | 2º      |  |
| 2005 | MP4-20  | Mercedes FO 110R V10 | M     | 10 | Pedro de la Rosa   |     |     | 5   |     |     |     |     |     |     |     |     |     |     |     |     |     |     |     |     | 182    | 2º      |  |
| 2005 | MP4-20  | Mercedes FO 110R V10 | M     | 10 | Alexander Wurz     |     |     |     | 3   |     |     |     |     |     |     |     |     |     |     |     |     |     |     |     | 182    | 2º      |  |

† Completou mais de 90% da distância da corrida.